# Ritschl von Hartenbach

Wappen der
Ritschl von Hartenbach

Ritschl von Hartenbach, auch Ritschel, ist der Name eines ursprünglich böhmischen Adelsgeschlechts, das sich später in Thüringen niederließ. Zweige der Familie bestehen bis heute.

## Geschichte
Christoph Ritschl, königlich böhmischer Grenzzolleinnehmer in Pfraumberg, erhielt am 2. Dezember 1581 zu Prag den rittermäßigen Reichsadelsstand mit dem Prädikat von Harttenbach und einer Wappenbesserung.
Nach Kneschke wurde Anfang des 17. Jahrhunderts Georg Ritschel von Hartenbach in den Freiherrenstand erhoben. Eine Adels- und Wappenbestätigung vom Hofpfalzgraf Maximilian Joseph von Mintzenried erfolgte am 10. November 1717 zu Wien für die Brüder Dr. jur. Theodor Rudolph, Notar und Ratsherr zu Erfurt, und Hironymus Philipp Ritschl, Bürger und Buchdrucker in Erfurt. Ihr Vater gelangte als Exulant nach Thüringen. Kaiser Karl VI. bestätigte 1718 erneut das Wappen und den Freiherrenstand.
Eine adelsrechtliche Nichtbeanstandung der Führung des Namens Ritschl von Hartenbach erfolgte am 5. Februar 1927 zu Berlin durch Beschluss der Abteilung für adelsrechtliche Fragen für Kurt Ritschl, Nationalökonom und Landwirt, und für den Kapitänleutnant außer Dienst Harald Ritschl, ebenso für die Nachkommen (Deszendenz) des Dr. phil. et theol. Carl Ritschl, Generalsuperintendent und Bischof der Provinz Pommern durch Beschluss des Ausschusses für adelsrechtliche Fragen der Deutschen Adelsverbände am 10. Oktober 1960 zu Marburg an der Lahn.

## Wappen
Das Wappen von 1581 und 1717 zeigt in Rot ein springendes braunes Ross, dessen Kopf mit einer silbernen Straußenfeder besteckt ist. Das Ganze ist links oben und rechts unten mit je einer ledigen goldenen Vierung belegt. Auf dem Helm mit rot-goldenen Helmdecken das Ross wachsend.

## Namensträger
- Carl Benjamin Ritschl (* 1783; † 1858), evangelischer Theologe, Bischof und Generalsuperintendent von Pommern
- Friedrich Ritschl (* 1806; † 1876), Sprachwissenschaftler, gilt als Begründer der Bonner Schule der klassischen Philologie
- Albrecht Ritschl (* 1822; † 1889), evangelischer Theologe und Professor, Sohn von Carl Ritschl, Cousin von Friedrich Ritschl
- Otto Karl Albrecht Ritschl (* 1860; † 1944), evangelischer Theologe, Sohn von Albrecht Ritschl
- Otto Ritschl (* 1885; † 1976), Maler, Enkel von Friedrich Ritschl
- Hans Ritschl (* 1897; † 1993), Nationalökonom, Sohn von Otto K A Ritschl
- Rudolf Ritschl (* 1902; † 1982), Physiker, Sohn von Otto K A Ritschl
- Dietrich Ritschl (* 1929; † 2018), evangelischer Theologe, Sohn von Hans Ritschl
- Albrecht Ritschl (* 1959), Wirtschaftshistoriker, Enkel von Hans Ritschl
- Wolfram Ritschl (* 1960), prominenter Gastronom, Enkel von Hans Ritschl